# Französische Formel-4-Meisterschaft 2012
Die französische Formel-4-Meisterschaft 2012 (offiziell Championnat de France de Formule 4 2012) war die 20. Saison der 1600cc Formel-Renault-Markenrennserie sowie die zweite Saison der französischen Formel-4-Meisterschaft. Es gab 14 Rennen, die Meisterschaft begann am 28. April in Lédenon und endete am 28. Oktober in Le Castellet. Anthoine Hubert gewann den Meistertitel der Fahrer.

## Fahrer
Anders als in anderen Rennserien gab es keine Teams, alle Fahrer wurden vom Organisator Fédération française du sport automobile (FFSA) betreut. Alle Fahrer verwendeten das Signatech-Chassis FR1.6, den 1,6-Liter-K4MRS-Saugmotor von Renault und Reifen von Kumho.
| Auto # | Fahrer             | Status | Rennwochenende | Quelle |
| ------ | ------------------ | ------ | -------------- | ------ |
| 01     | Darius Oskoui      |        | Alle           |        |
| 02     | Victor Sendin      |        | Alle           |        |
| 03     | Joffrey de Narda   |        | Alle           |        |
| 04     | Florian Latorre    |        | Alle           |        |
| 05     | Laurent Pellier    |        | Alle           |        |
| 06     | Enzo Guibbert      |        | Alle           |        |
| 07     | Simon Tirman       |        | Alle           |        |
| 08     | Alexandre Baron    |        | Alle           |        |
| 09     | Marco de Peretti   |        | Alle           |        |
| 10     | Nicolas Jamin      |        | Alle           |        |
| 11     | Paul Thenot        |        | Alle           |        |
| 12     | Simon Gachet       |        | Alle           |        |
| 14     | Fran Rueda         |        | Alle           |        |
| 15     | Francisco Abreu    |        | 1–4, 6         |        |
| 16     | Jegor Orudschew    |        | 1–6            |        |
| 17     | Denis Korneev      |        | Alle           |        |
| 18     | Stanislav Safronov |        | 1–3            |        |
| 18     | Julien Poncelet    | G      | 6              |        |
| 18     | Norman Nato        | G      | 7              |        |

## Rennkalender
Es gab sieben Rennwochenenden in zwei Ländern zu je zwei Rennen. Im Vergleich zum Vorjahr flogen Le Sequestre, Nogaro sowie Spa-Franchorchamps raus, neu hinzu kamen Le Mans, Los Arcos sowie Magny-Cours.
| Nr. | Datum         | Rennstrecke                                 | Sieger          | Zweiter          | Dritter         | Pole-Position   | Schnellste Rennrunde |
| --- | ------------- | ------------------------------------------- | --------------- | ---------------- | --------------- | --------------- | -------------------- |
| 01. | 28. April     | Circuit de Lédenon (Lédenon)                | Victor Sendin   | Simon Tirman     | Alexandre Baron | Alexandre Baron | Alexandre Baron      |
| 02. | 29. April     | Circuit de Lédenon (Lédenon)                | Alexandre Baron | Simon Gachet     | Enzo Guibbert   | Alexandre Baron | Alexandre Baron      |
| 03. | 12. Mai       | Circuit de Pau-Ville (Pau)                  | Alexandre Baron | Simon Gachet     | Francisco Abreu | Alexandre Baron | Alexandre Baron      |
| 04. | 13. Mai       | Circuit de Pau-Ville (Pau)                  | Victor Sendin   | Simon Gachet     | Simon Tirman    | Alexandre Baron | Alexandre Baron      |
| 05. | 23. Juni      | Circuit du Val de Vienne (Le Vigeant)       | Alexandre Baron | Enzo Guibbert    | Simon Tirman    | Alexandre Baron | Simon Tirman         |
| 06. | 24. Juni      | Circuit du Val de Vienne (Le Vigeant)       | Alexandre Baron | Simon Gachet     | Simon Tirman    | Enzo Guibbert   | Alexandre Baron      |
| 07. | 14. Juli      | Circuit de Nevers Magny-Cours (Magny-Cours) | Alexandre Baron | Enzo Guibbert    | Victor Sendin   | Alexandre Baron | Simon Tirman         |
| 08. | 15. Juli      | Circuit de Nevers Magny-Cours (Magny-Cours) | Alexandre Baron | Darius Oskoui    | Simon Gachet    | Alexandre Baron | Alexandre Baron      |
| 09. | 08. September | Circuito de Navarra (Los Arcos)             | Alexandre Baron | Simon Tirman     | Nicolas Jamin   | Simon Tirman    | Enzo Guibbert        |
| 10. | 09. September | Circuito de Navarra (Los Arcos)             | Alexandre Baron | Simon Tirman     | Nicolas Jamin   | Alexandre Baron | Alexandre Baron      |
| 11. | 29. September | Circuit Bugatti (Le Mans)                   | Simon Tirman    | Alexandre Baron  | Jegor Orudschew | Alexandre Baron | Jegor Orudschew      |
| 12. | 30. September | Circuit Bugatti (Le Mans)                   | Simon Tirman    | Jegor Orudschew  | Victor Sendin   | Alexandre Baron | Jegor Orudschew      |
| 13. | 27. Oktober   | Circuit Paul Ricard (Le Castellet)          | Darius Oskoui   | Joffrey de Narda | Nicolas Jamin   | Darius Oskoui   | Darius Oskoui        |
| 14. | 28. Oktober   | Circuit Paul Ricard (Le Castellet)          | Alexandre Baron | Nicolas Jamin    | Simon Gachet    | Alexandre Baron | Alexandre Baron      |

## Wertung

### Punktesystem
Bei jedem Rennen bekamen die ersten zehn des Rennens 25, 18, 15, 12, 10, 8, 6, 4, 2 bzw. 1 Punkt(e). Der schnellste Fahrer aus den Qualifyings erhielt einen Bonuspunkt für die Pole-Position. Für die schnellste Runde im Rennen gab es ebenfalls einen Bonuspunkt. In der Fahrerwertung wurden nur die besten 12 Ergebnisse gewertet (Streichergebnis).
| Punkteverteilung | Punkteverteilung | Punkteverteilung | Punkteverteilung | Punkteverteilung | Punkteverteilung | Punkteverteilung | Punkteverteilung | Punkteverteilung | Punkteverteilung | Punkteverteilung | Punkteverteilung | Punkteverteilung |
| ---------------- | ---------------- | ---------------- | ---------------- | ---------------- | ---------------- | ---------------- | ---------------- | ---------------- | ---------------- | ---------------- | ---------------- | ---------------- |
| Platz            | 1                | 2                | 3                | 4                | 5                | 6                | 7                | 8                | 9                | 10               | PP               | SR               |
| Punkte           | 25               | 18               | 15               | 12               | 10               | 8                | 6                | 4                | 2                | 1                | 1                | 1                |

### Fahrerwertung
| Pos.                                      | Fahrer        | LÉD | LÉD | PAU | PAU | VDV | VDV | MAG | MAG | NAV | NAV | LMS | LMS | LEC | LEC | Punkte |
| Pos.                                      | Fahrer        | R1  | R2  | R1  | R2  | R1  | R2  | R1  | R2  | R1  | R2  | R1  | R2  | R1  | R2  | Punkte |
| ----------------------------------------- | ------------- | --- | --- | --- | --- | --- | --- | --- | --- | --- | --- | --- | --- | --- | --- | ------ |
| 01                                        | A. Baron      | 3   | 1   | 1   | 10  | 1   | 1   | 1   | 1   | 1   | 1   | 2   | 11  | DNS | 1   | 278    |
| 02                                        | S. Tirman     | 2   | 7   | 12  | 3   | 3   | 3   | 6   | 6   | 2   | 2   | 1   | 1   | 6   | 12  | 182    |
| 03                                        | S. Gachet     | DNF | 2   | 2   | 2   | 4   | 2   | 8   | 3   | 7   | 14  | 7   | 4   | 7   | 3   | 148    |
| 04                                        | E. Guibbert   | DNF | 3   | 4   | 4   | 2   | 4   | 2   | 4   | 6   | 5   | 8   | 6   | 9   | 10  | 134    |
| 05                                        | V. Sendin     | 1   | 4   | 9   | 1   | 14  | DNF | 3   | 8   | 8   | 6   | 4   | 3   | DNF | 14  | 122    |
| 06                                        | D. Oskoui     | 5   | 8   | 6   | DNF | 7   | DNF | 4   | 2   | 5   | 13  | 15  | 7   | 1   | 4   | 113    |
| 07                                        | N. Jamin      | 8   | 15  | 10  | 6   | 6   | 12  | 7   | 5   | 3   | 3   | 9   | DNF | 3   | 2   | 102    |
| 08                                        | F. Latorre    | DNF | 5   | 5   | 5   | 8   | 7   | 9   | 9   | 11  | 9   | 5   | 5   | 8   | 5   | 80     |
| 09                                        | J. de Narda   | 4   | 6   | DNF | 8   | 13  | 6   | 13  | 7   | 14  | 4   | 12  | 14  | 2   | 6   | 76     |
| 10                                        | J. Orudschew  | 14  | 9   | 7   | DNF | 5   | DNF | 5   | 14  | 4   | 11  | 3   | 2   |     |     | 75     |
| 11                                        | D. Korneev    | 13  | DNF | 11  | 12  | 15  | 8   | 10  | 11  | 10  | 7   | 6   | 8   | 5   | 7   | 40     |
| 12                                        | F. Abreu      | 11  | 16  | 3   | DNF | DNF | 5   | 12  | DNF |     |     | 13  | 10  |     |     | 26     |
| 13                                        | F. Rueda      | 7   | 14  | 8   | 7   | 9   | 11  | 11  | 13  | 12  | 8   | 11  | 9   | DNF | 13  | 24     |
| 14                                        | M. de Peretti | 9   | 12  | DNF | 13  | 16  | 10  | 16  | 10  | 13  | 10  | 10  | DSQ | 4   | 9   | 20     |
| 15                                        | L. Pellier    | 6   | 13  | DNF | 9   | 12  | 9   | 14  | DNF | 9   | 12  | 14  | 13  | 10  | 11  | 15     |
| 16                                        | P. Thenot     | 12  | 11  | DNF | DNF | 11  | 14  | 15  | 12  | DNS | 15  | DNF | 12  | DNF | 8   | 4      |
| 17                                        | S. Safronov   | 10  | 10  | 13  | 11  | 10  | 13  |     |     |     |     |     |     |     |     | 3      |
| Nicht in der Fahrerwertung berücksichtigt |               |     |     |     |     |     |     |     |     |     |     |     |     |     |     |        |
| NC                                        | J. Poncelet   |     |     |     |     |     |     |     |     |     |     | DNF | 15  |     |     | –      |
| NC                                        | N. Nato       |     |     |     |     |     |     |     |     |     |     |     |     | DNS | DNS | –      |
| Pos.                                      | Fahrer        | R1  | R2  | R1  | R2  | R1  | R2  | R1  | R2  | R1  | R2  | R1  | R2  | R1  | R2  | Punkte |
| Pos.                                      | Fahrer        | LÉD | LÉD | PAU | PAU | VDV | VDV | MAG | MAG | NAV | NAV | LMS | LMS | LEC | LEC | Punkte |

| Legende       | Legende                        | Legende                                                              |
| Farbe         | Abkürzung                      | Bedeutung                                                            |
| ------------- | ------------------------------ | -------------------------------------------------------------------- |
| Gold          | –                              | Sieg                                                                 |
| Silber        | –                              | 2. Platz                                                             |
| Bronze        | –                              | 3. Platz                                                             |
| Grün          | –                              | 4. bis 10. Platz                                                     |
| Hellblau      | –                              | 10. Platz aufwärts (punktberechtigt)                                 |
| Blau          | –                              | Klassifiziert außerhalb der Punkteränge                              |
| Dunkelblau    | –                              | Klassifiziert innerhalb der Punkteränge aber keine Punktberechtigung |
| Violett       | DNF                            | Rennen nicht beendet (did not finish)                                |
| Violett       | NC                             | nicht klassifiziert (not classified)                                 |
| Rot           | DNQ                            | nicht qualifiziert (did not qualify)                                 |
| Rot           | DNPQ                           | in Vorqualifikation gescheitert (did not pre-qualify)                |
| Schwarz       | DSQ                            | disqualifiziert (disqualified)                                       |
| Weiß          | DNS                            | nicht am Start (did not start)                                       |
| Weiß          | WD                             | zurückgezogen (withdrawn)                                            |
| ohne          | PO                             | nur am Training teilgenommen (practiced only)                        |
| ohne          | DNP                            | nicht am Training teilgenommen (did not practice)                    |
| ohne          | INJ                            | verletzt oder krank (injured)                                        |
| ohne          | EX                             | ausgeschlossen (excluded)                                            |
| ohne          | DNA                            | nicht erschienen (did not arrive)                                    |
| ohne          | C                              | Rennen abgesagt (cancelled)                                          |
| ohne          | keine Teilnahme                |                                                                      |
| sonstige      | P/fett                         | Pole-Position                                                        |
| sonstige      | SR/kursiv                      | Schnellste Rennrunde                                                 |
| sonstige      | Q                              | Extrapunkte für Pole-Position                                        |
| sonstige      | X                              | Extrapunkte für gewonnene Positionen                                 |
| sonstige      | *                              | nicht im Ziel, aufgrund der zurückgelegten Distanz aber gewertet     |
| sonstige      | ()                             | Streichresultate                                                     |
| unterstrichen | Führender in der Gesamtwertung |                                                                      |